# Lauren Moffatt
 (mai 2023).
Lauren Moffatt, née en Australie en 1982, est une artiste numérique qui utilise souvent la réalité augmentée et la réalité virtuelle dans ses œuvres. Elle vit et travaille entre Valence en Espagne et Berlin en Allemagne.

## Biographie

### Parcours, formations
Elle entreprend un Bachelor au College of Fine Arts de Sydney en 2006. Elle continue sa formation en France en réalisant un master d’arts plastiques (nouveaux medias), à l’Université Paris VIII. En 2014, Lauren Moffatt obtient, avec félicitations du jury, son diplôme du Fresnoy Studio National des Arts Contemporains, à Tourcoing, en France.

### Processus et enjeux artistique
Lauren Moffatt est une artiste numérique qui utilise des médias immersifs pour créer des mondes numériques issus de la réalité physique. Son travail est une réflexion sur la tension qui existe entre le monde physique et le monde virtuel.
C’est en se retrouvant restreinte par le médium de la peinture qu’elle décide d’ajouter à son travail une touche numérique, lui permettant d’augmenté ses œuvres. C’est donc tout naturellement qu’elle commence à s’intéresser aux potentialités des outils numériques, les incluant de plus en plus dans son processus créatif.
Lauren Moffatt construit ses œuvres en utilisant des fragments de la réalité comme des volumes et des textures pour les implanter dans des espaces numériques.  Ses œuvres prennent généralement la forme de fictions et d'environnements spéculatifs, conçus à l'aide d'un mélange de texture physique et virtuel.
Pour créer ses œuvres, elle combine des outils numériques et technologique digitale comme la photogrammétrie, la modélisation 3D, la programmation et l’intelligence artificielle, avec des techniques plus traditionnelle comme la peinture.
Pour Lauren, créer des mondes virtuels devient un moyen de parler de la fragilité des mondes que l’homme s’évertue à construire. Ses œuvres sont une réflexion sur les espaces non-physiques nous permettant de nous découvrir et d’apprendre davantage le monde qui nous entoure.[Information douteuse]

## Sélection d'expositions

### Expositions seule
2018
- Sorry, I didn’t mean to break it, Synthesis, Berlin, DE[4]

2019
- The Tulpamancer, EIKON Schaufenster, Vienna, AT[5]

2020
- Image Technology Echoes, Espronceda, Barcelona, ES[6]

2022
- I wish you could hear what I remember, The Liminal, Valencia, ES[7]

- Local Binaries, Hošek Contemporary, Berlin, DE[8]

- 360: Lauren Moffatt, Zabludowicz Collection, London, UK[9]

### Expositions collectives
2018
- Computer Grrls, Hartware Medienkunstverein, Dortmund, DE[10]
- Projected.Capital, Roehrs & Boetsch, Zurich, CH
- Sapiens, ZKM, Karlsruhe, DE
- Works on Paper, Gussglashalle, Berlin, DE
- Deep Dive, Worth Ryder Gallery UC Berkeley, Oakland, US[11]
- Pink Privacy, Soho House, Berlin, DE

2019
- Colliding Humans, Raum für drastische Maßnahmen, Berlin, DE[12]
- The Wrong Biennale, Worldwide/Vienna, AT, Valencia, ES[13]
- Computer Grrls, La Gaîté Lyrique, Paris, France[14]
- TOA Arts, Funkhaus, Berlin, DE
- Future Design, Experimenta, Heilbronn, DE

2020
- Immersiva, Espronceda Art Centre, Barcelona, ES[15]
- Showcase, Co.Galerie, Paris, FR[16]
- VIFF Volumetric Summit, Museum of Other Realities, Vancouver, CA

2021
- Post-Digital Landscapes, STH Screens, Vigo, ES[17]
- Vortex, Matadero, Madrid, ES[18]
- Brinks of Perception, Artemis Gallery, Lisbon, PT[19]
- Resonant Realities, Haus am Lützowplatz, Berlin, DE[20]
- Palais Augmenté, Grand Palais Ephémère, Paris, FR[21]
- Les Ailleurs, La Gaîté Lyrique,  Paris, FR[22]
- SXSW Online, Online / The Contemporary Austin, USA[23]
- Incarnations, Les Rencontres de la Photographie d’Arles, Arles, FR[24]

2022
- Among the Machines, Zabludowicz Collection, London, UK[25]
- Spektrum, Spektrum Rumelange, LU[26]
- Digital Art Zurich 2022, DA Z,  Zurich. CH[27]
- Ins Nirgendwie - Digitale Utopien, Weltkunstzimmer,  Dusseldorf, DE[28]
- Seed Systems, SOMA,  Berlin, DE[29]
- Digital Art Waves, Galerie Charlot, Paris, FR[30]
- Disrealities, Collages and Utopia, Haus der Kulturen der Welt,  Berlin, DE[31]
- Flama Festival, Polo Nacional de Contenidos Digitales,  Málaga, Spain[32]
- The flowers I have never seen in my garden, Synthesis Gallery,  Berlin, DE[33]
- The Wrong - Worlds of networks, Centre Pompidou, Paris, France[34]

2023
- AR Biennale : Hybrid Nature, NRW Forum, Düsseldorf, DE[35]

- Breaking the Code, Kunsthal Charlottenborg, Copenhagen, DK[36]

## Œuvres
- Rose Coloured, Vidéo, Objet, 2004[37]
- The Façade, Vidéo, Objet, 2010[38]
- Eldorado ( In the Whole World), Performance, Vidéo, Objet, 2010[39]
- Return to Walden (Flachgebiet), Performance, Vidéo, Objet, 2010 [40]
- Not Eye, Vidéo, 2013[41]
- The Unbinding, Vidéo, 2014[42]
- The Oculist Reason, Réalité Augmentée, Vidéo, 2015[43]
- Beyond the Rubicon, Réalité Virtuelle, Peinture, 2018[44]
- The Tulpamancer, Performance, vidéo, Réalité Augmentée, 2017-2022[45]
- Of Hybrids ans Strings, Réalité Virtuelle, 2021[46]
- Image Technology Echoes, Réalité Virtuelle, 2021[47]
- Flower for Suzanne Clair, Réalité Augmentée, Réalité Virtuelle, Vidéo, Photographie, 2019[48]
- Local Binaries, Réalité Augmentée, Réalité Virtuelle, 2022[49]
- Bubble Vision, Réalité Augmentée, 2022 [50]